# Mainroth
Mainroth ist ein Pfarrdorf mit 514 Einwohnern und Gemeindeteil von Burgkunstadt im Landkreis Lichtenfels.

## Geografische Lage
Mainroth liegt auf und um einen Burgsandsteinsockel (Dorfberg) im Maintal, im obermainischen Bruchschollenland. Durch das Dorf verläuft die B 289. Der Main fließt rund einen Kilometer am südlichen Ortsrand vorbei. Der Ortskern von Burgkunstadt befindet sich etwa 5,3 Kilometer westlich.

## Geschichte

### Ortsgründung und frühmittelalterliche Zeit
Gegründet wurde die Ortschaft vermutlich bereits um 800 n. Chr. als kleine Ansiedlung in einer Waldrodung deutscher und slawischer Siedler. Die Ansiedlung war Erbgut der Babenberger und wurde als solches im Reichsverzeichnis des Jahres 800 genannt.
Die nächste Erwähnung fand die „Vilikation Mainroth“ 950 als „Zubehör“ der „Kuhnstadt“. Erstmals urkundlich erwähnt wurde Mainroth im Jahr 1120 in einer Urkunde von Bischof Otto I., zur Stiftung der Siedlung Rotha. Zu dieser Siedlung gehörten damals bereits 30 lehenspflichtige Anwesen. Zwei Jahre später erwarb Otto I. für das Hochstift Bamberg das Dorf von Konrad von Zähringen zum Preis von 300 Pfund Silber und 1 Pfund Gold. Vorher könnte der Ort Hermann von Stahleck gehört haben. Um 1130 dürfte auch eine erste Kirche mit dem heiligen Michael als Patron gebaut worden sein.
Erstmals erwähnt wurde eine Pfarrei in Mainroth aber erst im Jahr 1308 in den Büchern des Schlossarchives Thurnau. Als Pfarrer wurde damals Otto Förtsch genannt, Sohn des Ritters Albrecht Förtsch von Thurnau. Die Kirche war wohl eine Gründung des Domstiftes Bamberg und der Sprengel eine Abtrennung von der Urpfarrei Altenkunstadt.

### Hochmittelalter und Frühe Neuzeit

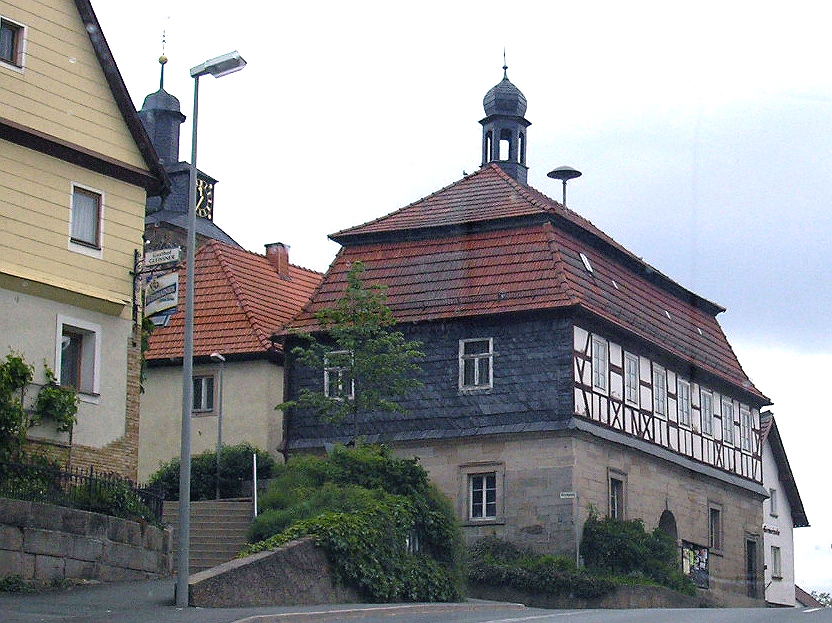
Das ehemalige Mainrother Brauhaus

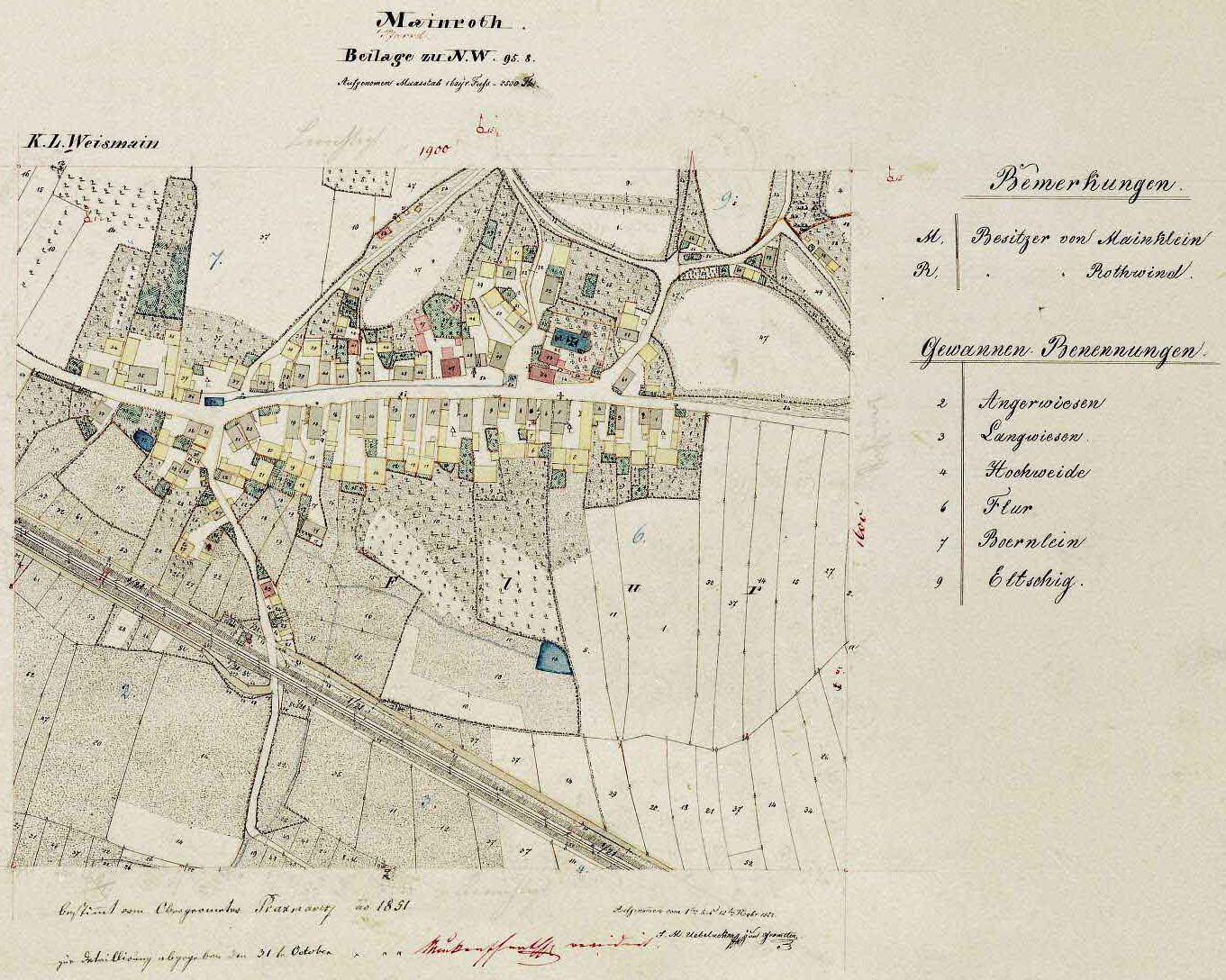
Historischer Ortsplan von Mainroth aus dem Jahr 1851

Am 14. September 1548 erhielt die Ortschaft die Erlaubnis zum Bau eines Brauhauses durch den Dompropst zu Bamberg: „Die zu Mainrode mügen ein Breuhauß uff die Gemene pauen und setzen, doch sollen sie bedacht sein, ob sie von Alters zu preun befugt.“ Eine Kuriosität war, dass im Untergeschoss des Brauhauses der Brauereibetrieb vonstattenging und das Obergeschoss als Schule genutzt wurde.
Im Zuge der Reformation wurde der damalige Mainrother Pfarrer Johann Kesner im Jahr 1552 durch Albrecht II. Alcibiades vertrieben und die einheimische Bevölkerung musste bis 1620 das evangelische Bekenntnis annehmen. Mit Balthasar Ultsch wurde erst wieder im Jahr 1624 ein katholischer Pfarrer in Mainroth eingesetzt.
Im Dreißigjährigen Krieg wurde die Kirche schwer beschädigt, geplündert und gebrandschatzt. Renoviert konnte sie nur Stück für Stück werden, maßgeblich ab 1680, als der zerstörte Kirchturm wieder aufgebaut und mit einer Halbkuppel, einem Uhrerker und einer hohen Laterne versehen wurde. Ihr heutiges Aussehen erhielt die Kirche in den Jahren 1744/45 mit der Verlängerung des Langhauses.
In der frühen Neuzeit und im 20. Jahrhundert gab es in Mainroth zwei Brauereien. Die erste wurde 1750 durch Metzgermeister August Vonbrunn gegründet und war bis 1969 in Betrieb; die zweite, Brauerei Heinrich Vonbrunn, braute von 1910 bis 1957. Doch auch schon vor 1750 hatte das Brauen in Mainroth Tradition. In diesem Zusammenhang stand auch ein Bierstreit mit Weismain von 1669 bis 1684. Dabei ging es maßgeblich um die Empörung und den Zorn der Weismainer, dass die Mainrother ihr Bier im gesamten Amt Niesten mit bischöflicher Erlaubnis verkaufen durften.

### 20. Jahrhundert bis zur Gegenwart
Am 1. September 1901 brach in Mainroth ein gewaltiges Feuer aus, bei dem elf Scheunen und drei Häuser zerstört wurden. Das Feuer wütete über drei Stunden und konnte durch die umliegenden Feuerwehren nicht unter Kontrolle gebracht werden. Elektrisches Licht erhielt Mainroth mit dem Anschluss an die Leitungen des Mainecker Elektrizitätswerkes der Firma Paul Hilbert im Jahr 1912. 1921 wurde der Fußballverein 1. FC Mainroth gegründet.

Historische Ansichten von Mainroth
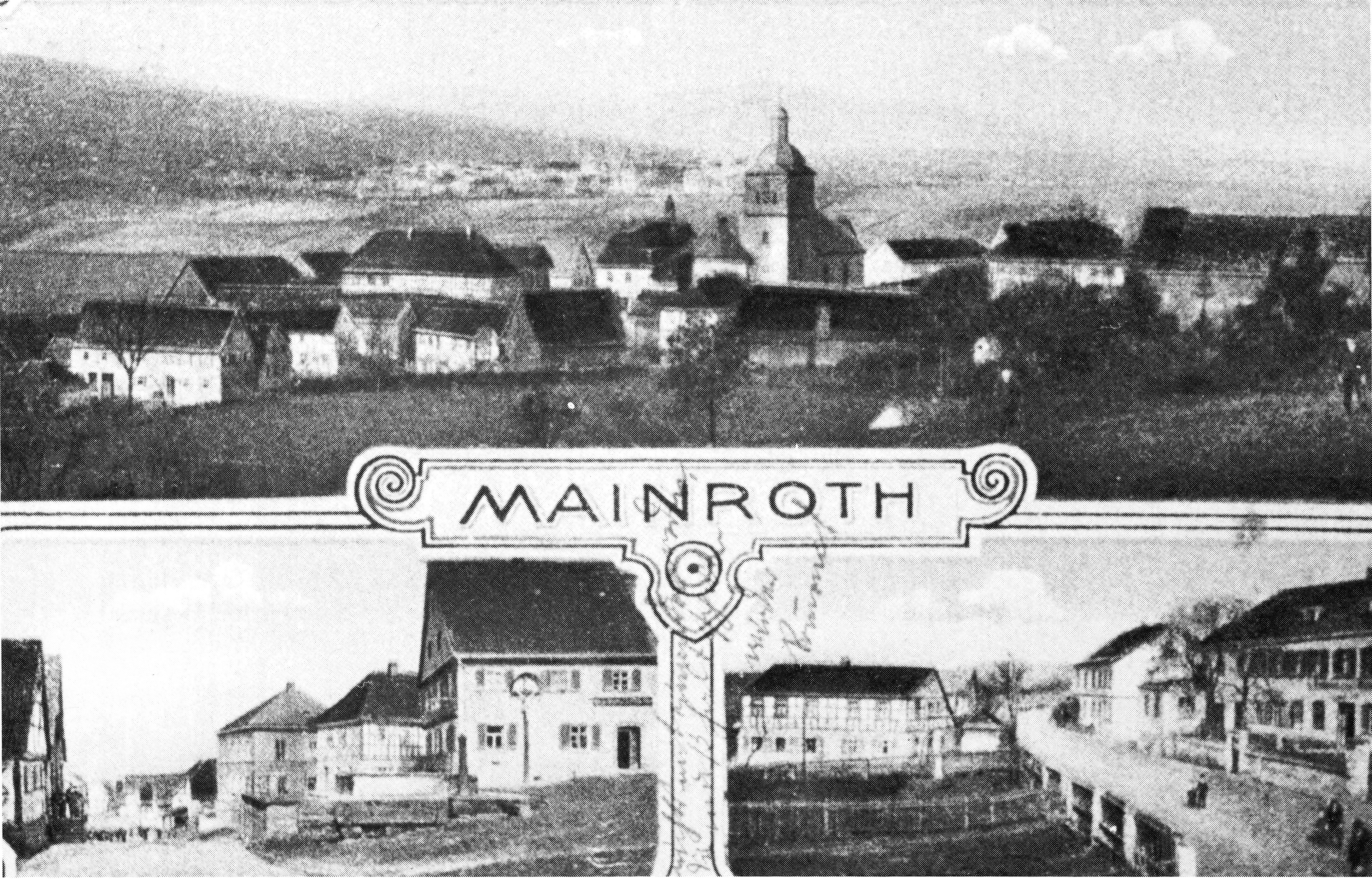
Postkarte von Mainroth aus dem Jahr 1922. Oben die Nordostansicht, unten links der Blick vom Dorfberg in Richtung Burgkunstadt und unten rechts der Blick über die heutige Bundesstraße 289, ebenfalls in Richtung Burgkunstadt.
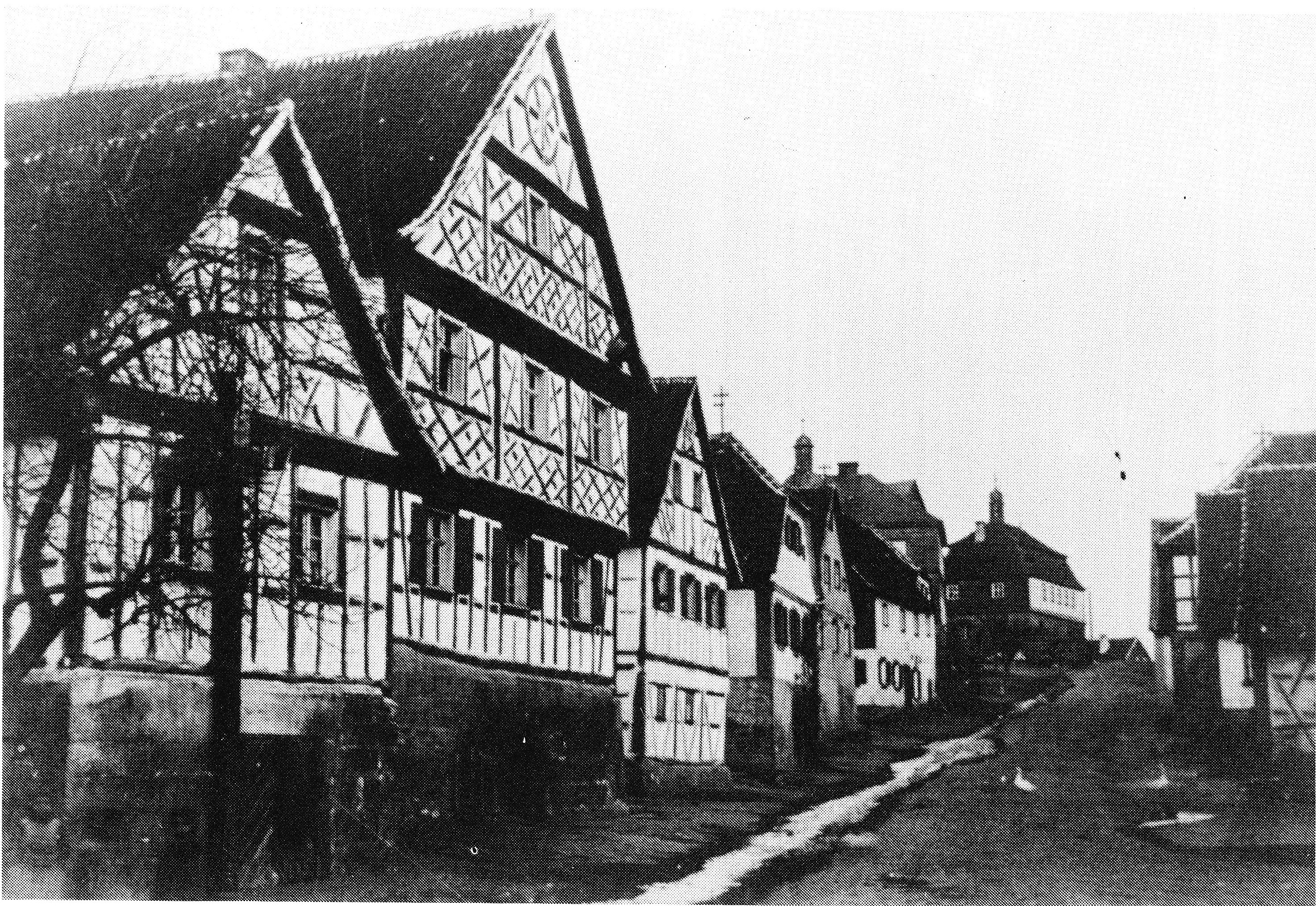
Ortsdurchfahrt von Mainroth (heutige Bundesstraße 289 in Richtung Kulmbach) aus der Zeit vor 1930. Am Ende der Straße ist das alte Schul- und Brauhaus zu sehen.

In den beiden Weltkriegen mussten zahlreiche Männer des Ortes ihren Kriegsdienst ableisten und viele von ihnen kamen nicht zurück. Ihnen zu Ehren wurde in der Ortsmitte nahe der Kirche ein Kriegerdenkmal errichtet. In beiden Kriegen wurden die Glocken der Kirche eingeschmolzen und für Kriegszwecke verwendet. Im April 1945 zogen die amerikanischen Streitkräfte in den Ort ein. Sie forderten, den Dorfberg zu sprengen, was jedoch durch die Überzeugungskraft des damals amtierenden Bürgermeisters Georg Vonbrunn verhindert werden konnte.
Einen starken Zuwachs der Einwohner erfuhr die Ortschaft nach dem Zweiten Weltkrieg, so dass im Norden und Westen neue Siedlungen entstanden. Zur selben Zeit wurde auch der Dorfberg begradigt, kanalisiert und der Ort an die Kläranlage von Burgkunstadt angeschlossen.
Aus dem Mainrother Gesangsverein ging 1955 der Musikverein hervor. Zuerst war dieser noch Teil des Gesangsvereins, bei einer Versammlung am 4. September 1958 wurde die Herauslösung beschlossen. Bis zum 24. Oktober 1959 entwickelte sich der Musikverein zum mitgliederstärksten Verein der damaligen Gemeinde.
Am 24. August 1957 wurde in der Nachbarortschaft Rothwind ein Schulhaus für zwei Klassen eingeweiht und der Schulbetrieb vom Mainrother Brauhaus dorthin verlegt. Im Jahr 1965 wurde in Mainroth eine Volksschule gebaut, deren Einzugsgebiet sich auch auf die damaligen Ortsteile Rothwind, Fassoldshof und Eichberg erstreckte. Das Schulhaus in Rothwind wurde in einen Kindergarten umgewandelt. Heute gehört die Schule zur Grundschule Burgkunstadt-Mainroth.
Nachdem der Mainrother Gemeinderat bereits am 28. August 1975 mit 7:4 Stimmen für eine Eingemeindung nach Burgkunstadt gestimmt hatte, aber die Bewohner der zu Mainroth gehörenden Ortschaften Rothwind, Fassoldshof und Eichberg sich dagegen ausgesprochen hatten, sah man vorerst von der Eingemeindung ab. Im Januar 1977 schloss sich Mainroth Burgkunstadt an, jedoch ohne die dazugehörenden Ortschaften, die sich Mainleus anschlossen.

### Einwohnerentwicklung
Die Tabelle gibt die Einwohnerentwicklung Mainroths wieder.
| Jahr | Einwohner | Quelle |
| ---- | --------- | ------ |
| 1987 | 592       | [ 8 ]  |
| 2001 | 552       | [ 9 ]  |
| 2002 | 563       | [ 9 ]  |
| 2003 | 572       | [ 9 ]  |
| 2004 | 566       | [ 10 ] |
| 2005 | 552       | [ 10 ] |
| 2006 | 541       | [ 10 ] |
| 2007 | 541       | [ 1 ]  |
| 2008 | 540       | [ 1 ]  |
| 2009 | 534       | [ 1 ]  |
| 2010 | 514       | [ 1 ]  |

## Vereine
- CSU Ortsverein Mainroth
- Dart Angels Mainroth
- Freiwillige Feuerwehr Mainroth
- SG Roth-Main
- Gesangverein Freundschaftsbund Mainroth
- Jagdgenossenschaft Mainroth
- Katholische Jugend Mainroth
- Musikverein Mainroth
- Obst- und Gartenbauverein Mainroth und Umgebung
- Radfahrverein Concordia Mainroth
- Soldatenkameradschaft 1891 Mainroth
- Förderverein Grundschule in Mainroth

## Persönlichkeiten

### Bürgermeister
- Um 1945: Georg Vonbrunn

### Söhne und Töchter des Ortes
- Johann-Georg Dora (* 1948), Generalleutnant a. D. der Luftwaffe der Bundeswehr

## Verkehr
Der Haltepunkt Mainroth liegt an der Bahnstrecke Bamberg–Hof.

## Sonstiges
- Diverse Nahrungskonserven der Mainrother Firma Schellein waren Hauptbestandteil der Verpflegung der Schwäbischen Mount-Everest-Besteigung.[2]
- St. Michael (Mainroth)